# Calabasas Pro Tennis Championships 2007
Il Calabasas Pro Tennis Championships 2007 è stato un torneo di tennis facente parte della categoria ATP Challenger Series nell'ambito dell'ATP Challenger Series 2007. Il torneo si è giocato a Calabasas negli USA dal 15 al 21 ottobre 2007 su campi in cemento.

## Vincitori

### Singolare
Robert Kendrick ha battuto in finale  Donald Young con il punteggio di 3–6, 7–6(4), 6–4

### Doppio
John Isner /  Brian Wilson hanno battuto in finale  Robert Kendrick /  Cecil Mamiit con il punteggio di 7–6(10), 4–6, [10-8]